# Stoopid Lou
Stoopid Lou (* 19. März 1991 in Viersen, bürgerlich Moritz Leppers) ist ein Musikproduzent aus Berlin.

## Karriere
Stoopid Lou begann 2018,  Beats und Samples im Internet zu verkaufen. Seine Kompositionen fanden schnell das Gehör von Frank Dukes und anderen Musikproduzenten aus den USA, welche an den angefangenen Skizzen weiterarbeiteten. Durch diese Zusammenarbeit erlebte er 2019 seinen ersten internationalen Erfolg in der Produktion eines Lil-Tecca-Songs. In den nachfolgenden Jahren produzierte er für weitere US-Künstler wie z. B. Trippie Redd, Dababy oder Kodak Black. 2021 wendete er sich vermehrt dem deutschen Markt zu, weil er die Arbeit mit Künstlern aus den USA über E-Mail als nicht erfüllend fand. Seitdem produzierte er für Ufo361, Reezy, Pashanim oder Souly und arbeitete u. a. auch an Liebe Grüße von Ski Aggu und RAF Camora, der den ersten Platz der deutschen Charts belegte.